# Marco Di Cesare
Marco Genaro Di Cesare (Mendoza, 30 gennaio 2002) è un calciatore argentino, difensore del Racing Club.

## Caratteristiche tecniche
È un difensore centrale.

## Carriera
Cresciuto nel Talleres di Mendoza, nel 2018 passa all'Argentinos Juniors dove gioca per due anni nel settore giovanile; debutta in prima squadra il 23 novembre 2020 in occasione dell'incontro di Copa Diego Armando Maradona perso 2-0 contro il San Lorenzo.

## Statistiche

### Presenze e reti nei club
Statistiche aggiornate al 2 aprile 2025.
| Stagione                  | Squadra                   | Campionato                | Campionato | Campionato | Coppe nazionali | Coppe nazionali | Coppe nazionali | Coppe continentali | Coppe continentali | Coppe continentali | Altre coppe | Altre coppe | Altre coppe | Totale | Totale |
| Stagione                  | Squadra                   | Comp                      | Pres       | Reti       | Comp            | Pres            | Reti            | Comp               | Pres               | Reti               | Comp        | Pres        | Reti        | Pres   | Reti   |
| ------------------------- | ------------------------- | ------------------------- | ---------- | ---------- | --------------- | --------------- | --------------- | ------------------ | ------------------ | ------------------ | ----------- | ----------- | ----------- | ------ | ------ |
| 2019-2020                 | Argentinos Juniors        | PD                        | 0          | 0          | CA+CdL          | 0+4             | 0               | -                  | -                  | -                  | -           | -           | -           | 4      | 0      |
| 2021                      | Argentinos Juniors        | PD                        | 5          | 0          | CA+CdL          | 1+5             | 0               | CL                 | 3                  | 0                  | -           | -           | -           | 14     | 0      |
| 2022                      | Argentinos Juniors        | PD                        | 8          | 0          | CA+CdL          | 0+1             | 0               | -                  | -                  | -                  | -           | -           | -           | 9      | 0      |
| 2023                      | Argentinos Juniors        | PD                        | 13         | 0          | CA+CdL          | 3+12            | 0               | CL                 | 5                  | 0                  | -           | -           | -           | 33     | 0      |
| Totale Argentinos Juniors | Totale Argentinos Juniors | Totale Argentinos Juniors | 26         | 0          |                 | 26              | 0               |                    | 8                  | 0                  |             | -           | -           | 60     | 0      |
| 2024                      | Racing Club               | PD                        | 14         | 0          | CA+CdL          | 2+3             | 0               | CS                 | 12                 | 1                  | -           | -           | -           | 31     | 1      |
| 2025                      | Racing Club               | PD                        | 7          | 1          | CA              | 1               | 0               | CL                 | 1                  | 0                  | RS          | 2           | 0           | 11     | 1      |
| Totale Racing Club        | Totale Racing Club        | Totale Racing Club        | 21         | 1          |                 | 6               | 0               |                    | 13                 | 1                  |             | 2           | 0           | 42     | 2      |
| Totale carriera           | Totale carriera           | Totale carriera           | 47         | 1          |                 | 32              | 0               |                    | 21                 | 1                  |             | 2           | 0           | 102    | 2      |

### Cronologia presenze e reti in nazionale
| Cronologia completa delle presenze e delle reti in nazionale ― Argentina olimpica | Cronologia completa delle presenze e delle reti in nazionale ― Argentina olimpica | Cronologia completa delle presenze e delle reti in nazionale ― Argentina olimpica | Cronologia completa delle presenze e delle reti in nazionale ― Argentina olimpica | Cronologia completa delle presenze e delle reti in nazionale ― Argentina olimpica | Cronologia completa delle presenze e delle reti in nazionale ― Argentina olimpica | Cronologia completa delle presenze e delle reti in nazionale ― Argentina olimpica | Cronologia completa delle presenze e delle reti in nazionale ― Argentina olimpica |
| Data                                                                              | Città                                                                             | In casa                                                                           | Risultato                                                                         | Ospiti                                                                            | Competizione                                                                      | Reti                                                                              | Note                                                                              |
| --------------------------------------------------------------------------------- | --------------------------------------------------------------------------------- | --------------------------------------------------------------------------------- | --------------------------------------------------------------------------------- | --------------------------------------------------------------------------------- | --------------------------------------------------------------------------------- | --------------------------------------------------------------------------------- | --------------------------------------------------------------------------------- |
| 19-7-2024                                                                         | Vitré                                                                             | Argentina olimpica                                                                | 0 – 1                                                                             | Guinea olimpica                                                                   | Amichevole                                                                        | -                                                                                 |                                                                                   |
| 24-7-2024                                                                         | Saint-Etienne                                                                     | Argentina olimpica                                                                | 1 – 2                                                                             | Marocco olimpica                                                                  | Olimpiadi 2024 - 1º turno                                                         | -                                                                                 | 90’                                                                               |
| 27-7-2024                                                                         | Lione                                                                             | Argentina olimpica                                                                | 3 – 1                                                                             | Iraq olimpica                                                                     | Olimpiadi 2024 - 1º turno                                                         | -                                                                                 |                                                                                   |
| 30-7-2024                                                                         | Lione                                                                             | Ucraina olimpica                                                                  | 0 – 2                                                                             | Argentina olimpica                                                                | Olimpiadi 2024 - 1º turno                                                         | -                                                                                 |                                                                                   |
| 2-8-2024                                                                          | Bordeaux                                                                          | Francia olimpica                                                                  | 1 – 0                                                                             | Argentina olimpica                                                                | Olimpiadi 2024 - Quarti di finale                                                 | -                                                                                 | 21’ 46’                                                                           |
| Totale                                                                            |                                                                                   | Presenze                                                                          | 5                                                                                 |                                                                                   | Reti                                                                              | 0                                                                                 |                                                                                   |

| Cronologia completa delle presenze e delle reti in nazionale ― Argentina under 23 | Cronologia completa delle presenze e delle reti in nazionale ― Argentina under 23 | Cronologia completa delle presenze e delle reti in nazionale ― Argentina under 23 | Cronologia completa delle presenze e delle reti in nazionale ― Argentina under 23 | Cronologia completa delle presenze e delle reti in nazionale ― Argentina under 23 | Cronologia completa delle presenze e delle reti in nazionale ― Argentina under 23 | Cronologia completa delle presenze e delle reti in nazionale ― Argentina under 23 | Cronologia completa delle presenze e delle reti in nazionale ― Argentina under 23 |
| Data                                                                              | Città                                                                             | In casa                                                                           | Risultato                                                                         | Ospiti                                                                            | Competizione                                                                      | Reti                                                                              | Note                                                                              |
| --------------------------------------------------------------------------------- | --------------------------------------------------------------------------------- | --------------------------------------------------------------------------------- | --------------------------------------------------------------------------------- | --------------------------------------------------------------------------------- | --------------------------------------------------------------------------------- | --------------------------------------------------------------------------------- | --------------------------------------------------------------------------------- |
| 13-10-2023                                                                        | Ezeiza                                                                            | Argentina under 23                                                                | 0 – 0                                                                             | Venezuela under 23                                                                | Amichevole                                                                        | -                                                                                 |                                                                                   |
| 18-11-2023                                                                        | Shizuoka                                                                          | Giappone under 23                                                                 | 5 – 2                                                                             | Argentina under 23                                                                | Amichevole                                                                        | -                                                                                 |                                                                                   |
| 15-12-2023                                                                        | Ezeiza                                                                            | Argentina under 23                                                                | 3 – 0                                                                             | Ecuador under 23                                                                  | Amichevole                                                                        | 1                                                                                 |                                                                                   |
| 17-12-2023                                                                        | Ezeiza                                                                            | Argentina under 23                                                                | 2 – 0                                                                             | Ecuador under 23                                                                  | Amichevole                                                                        | -                                                                                 | 84’                                                                               |
| 22-1-2024                                                                         | Valencia                                                                          | Argentina under 23                                                                | 1 – 1                                                                             | Paraguay under 23                                                                 | Torneo Pre-Olimpico CONMEBOL 2024                                                 | -                                                                                 | 64’                                                                               |
| 25-1-2024                                                                         | Valencia                                                                          | Perù under 23                                                                     | 0 – 2                                                                             | Argentina under 23                                                                | Torneo Pre-Olimpico CONMEBOL 2024                                                 | -                                                                                 | 35’                                                                               |
| 8-2-2024                                                                          | Caracas                                                                           | Argentina under 23                                                                | 3 – 3                                                                             | Paraguay under 23                                                                 | Torneo Pre-Olimpico CONMEBOL 2024                                                 | -                                                                                 |                                                                                   |
| 11-2-2024                                                                         | Caracas                                                                           | Brasile under 23                                                                  | 0 – 1                                                                             | Argentina under 23                                                                | Torneo Pre-Olimpico CONMEBOL 2024                                                 | -                                                                                 | 64’                                                                               |
| 8-6-2024                                                                          | Buenos Aires                                                                      | Argentina under 23                                                                | 4 – 0                                                                             | Paraguay under 23                                                                 | Amichevole                                                                        | -                                                                                 |                                                                                   |
| Totale                                                                            |                                                                                   | Presenze                                                                          | 9                                                                                 |                                                                                   | Reti                                                                              | 1                                                                                 |                                                                                   |

## Palmarès

### Competizioni internazionali
- Coppa Sudamericana: 1

Racing Club: 2024
- Recopa Sudamericana: 1

Racing Club: 2025